# 伊马特拉国家旅馆

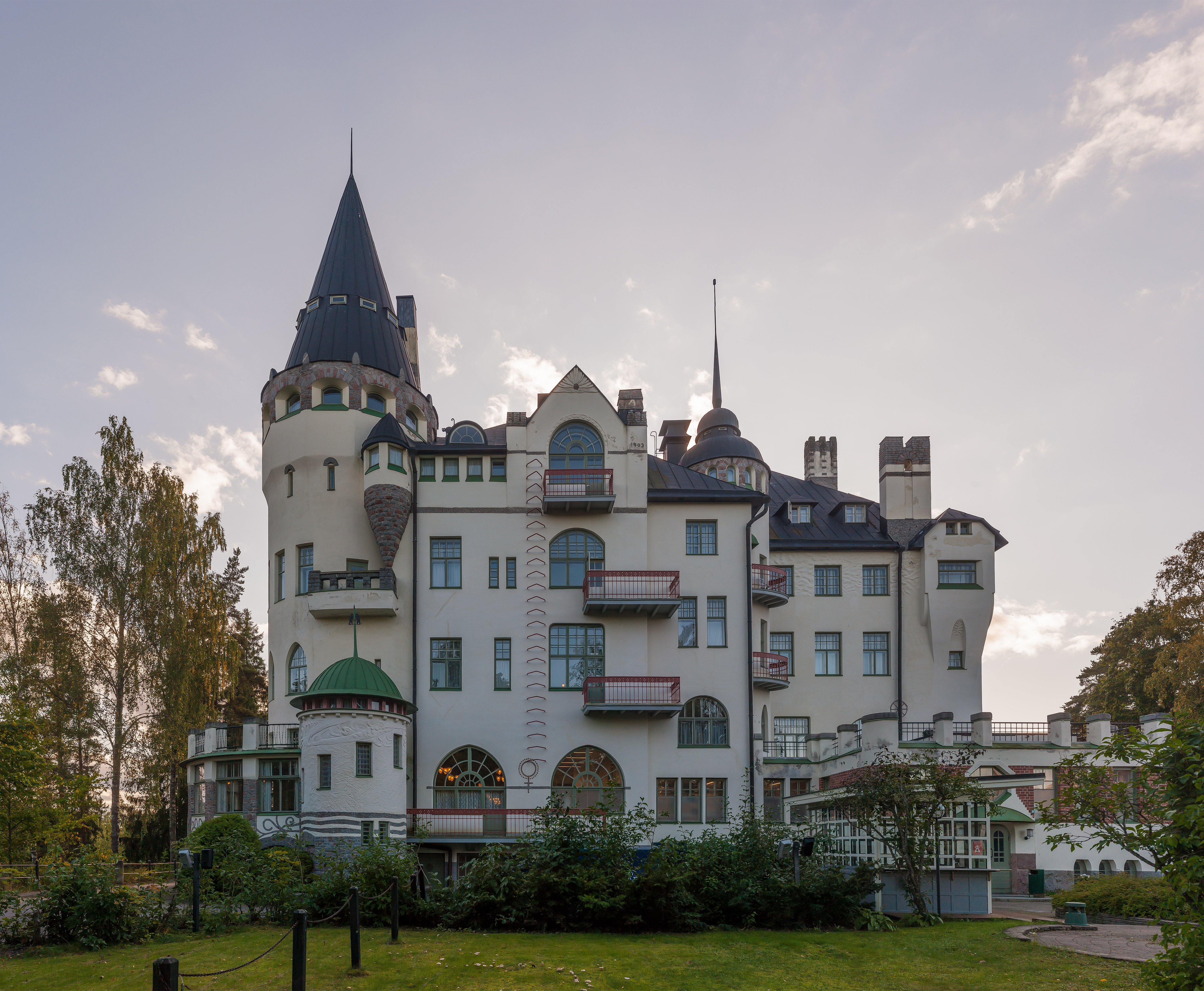
伊马特拉国家旅馆

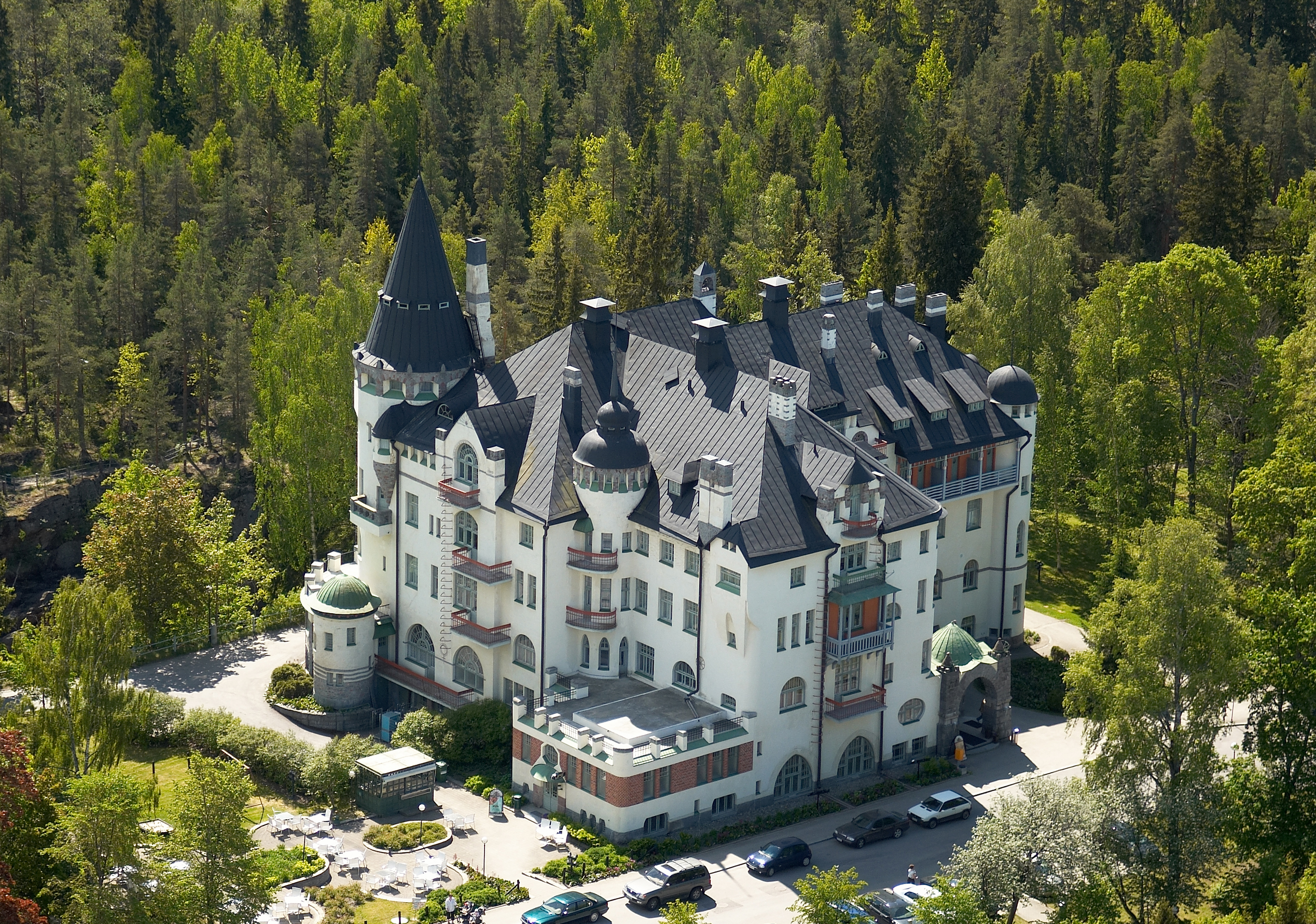
鸟瞰伊马特拉国家旅馆

伊马特拉国家旅馆（芬蘭語：Imatran Valtionhotelli）是一座建于1903年德式青年风风格的城堡，位于芬兰东部城市伊马特拉。该建筑现时以旅馆形式运作。

## 历史
在现时砖石建筑的地方曾经有两座备受圣彼得堡上层阶层青睐的木造旅馆，这两座旅馆在1900年代初期被火灾摧毁。
该建筑在芬兰内战时期成为士兵医院。二战时地峡军团的总部驻在这里，继续战争为该军团总部的行政部驻地。旅馆的地下室在二战中为伊马特拉空防中心。战争结束后旅馆得以重新维修。1985至1987年间整个建筑重新按照原貌及色彩维修过。
1983年旅馆新建了会议中心。2009年又在旅馆旁边新开了现代化的温泉旅馆。
2014年在芬兰《Apu》杂志的读者投票中伊马特拉国家旅馆被评为芬兰最美丽的建筑。